# Eriopyga cynica
Eriopyga cynica är en fjärilsart som beskrevs av Druce. Eriopyga cynica ingår i släktet Eriopyga och familjen nattflyn. Inga underarter finns listade i Catalogue of Life.